# Мартини, Брюно
Брюно́ Мартини́ (фр. Bruno Martini; 25 января 1962, Невер — 20 октября 2020, Монпелье) — французский футбольный вратарь, участник чемпионатов Европы 1992 и 1996 годов.

## Карьера

### Клубная
Брюно Мартини начинал карьеру футболиста в любительских клубах «Невер» и «Бон». Первым профессиональным клубом в карьере голкипера стал «Осер», куда футболист перешёл в 1981 году. За «Осер» Мартини играл на протяжении большей части своей карьеры с перерывом в два года, когда защищал цвета «Нанси». В составе «Осера» вратарь стал обладателем кубка Франции в сезоне 1993/94 и покинул команду накануне чемпионского для клуба сезона 1995/96.
С 1995 года Брюно Мартини выступал за «Монпелье». Дебютировал в команде 19 июля 1995 года в матче чемпионата Франции против «Страсбур», пропустив 2 гола (от Жераля Батикля и Франка Созе)
.
За «Монпелье» Мартини играл 4 сезона, после чего завершил карьеру игрока. Всего в Дивизионе 1 вратарь провёл 492 матча за 16 сезонов; это 22-й результат в истории чемпионатов страны.
.

### В сборной
Брюно Мартини дебютировал в сборной Франции 12 августа 1987 года в товарищеском матче с ФРГ.
Пик карьеры вратаря в сборной пришёлся на 1990—1992 годы, когда Мартини сыграл за «трёхцветных» 23 матча, в том числе 9 — в отборочном цикле к чемпионату Европы—1992. В рамках финального турнира Евро—92 голкипер сыграл все 3 матча своей команды.
В последний раз за сборную Мартини выступал 29 мая 1996 года в товарищеском матче со сборной Финляндии
.
Голкипер попал в заявку сборной на Евро—96, но весь турнир провёл на скамейке запасных. Всего Брюно Мартини провёл за национальную команду 31 матч и пропустил 28 голов.

## Тренерская карьера
27 декабря 2015 года вместе с Паскалем Бэльсом назначен и. о. главного тренера клуба «Монпелье». Однако в официальных играх тренером значился Бэльс.

## Достижения

### Командные
«Осер»
- Обладатель кубка Франции (1): 1993/94

### Личные
- 492 матча в чемпионате Франции (22-й результат в истории)

## Статистика
| Матчи Мартини за сборную Франции | Матчи Мартини за сборную Франции | Матчи Мартини за сборную Франции | Матчи Мартини за сборную Франции | Матчи Мартини за сборную Франции | Матчи Мартини за сборную Франции | Матчи Мартини за сборную Франции |
| -------------------------------- | -------------------------------- | -------------------------------- | -------------------------------- | -------------------------------- | -------------------------------- | -------------------------------- |
| №                                | Дата                             | Оппонент                         | Счёт                             | Пропущено голов                  | Соревнование                     |                                  |
| 1                                | 12 августа 1987                  | ФРГ                              | 1:2                              | 0                                | Товарищеский матч                |                                  |
| 2                                | 14 октября 1987                  | Норвегия                         | 1:1                              | 1                                | Отборочный матч ЧЕ—1988          |                                  |
| 3                                | 27 января 1988                   | Израиль                          | 1:1                              | 1                                | Товарищеский матч                |                                  |
| 4                                | 2 февраля 1988                   | Швейцария                        | 2:1                              | 1                                | Товарищеский матч                |                                  |
| 5                                | 5 февраля 1988                   | Марокко                          | 2:1                              | 1                                | Товарищеский матч                |                                  |
| 6                                | 27 апреля 1988                   | Северная Ирландия                | 0:0                              | 0                                | Товарищеский матч                |                                  |
| 7                                | 24 января 1990                   | ГДР                              | 3:0                              | 0                                | Товарищеский матч                |                                  |
| 8                                | 28 февраля 1990                  | ФРГ                              | 2:1                              | 1                                | Товарищеский матч                |                                  |
| 9                                | 28 марта 1990                    | Венгрия                          | 3:1                              | 1                                | Товарищеский матч                |                                  |
| 10                               | 15 августа 1990                  | Польша                           | 0:0                              | 0                                | Товарищеский матч                |                                  |
| 11                               | 5 сентября 1990                  | Исландия                         | 2:1                              | 1                                | Отборочный матч ЧЕ—1992          |                                  |
| 12                               | 13 октября 1990                  | Чехословакия                     | 2:1                              | 1                                | Отборочный матч ЧЕ—1992          |                                  |
| 13                               | 17 ноября 1990                   | Албания                          | 1:0                              | 0                                | Отборочный матч ЧЕ—1992          |                                  |
| 14                               | 20 февраля 1991                  | Испания                          | 3:1                              | 1                                | Отборочный матч ЧЕ—1992          |                                  |
| 15                               | 30 марта 1991                    | Албания                          | 5:0                              | 0                                | Отборочный матч ЧЕ—1992          |                                  |
| 16                               | 14 августа 1991                  | Польша                           | 5:1                              | 1                                | Товарищеский матч                |                                  |
| 17                               | 4 сентября 1991                  | Чехословакия                     | 2:1                              | 1                                | Отборочный матч ЧЕ—1992          |                                  |
| 18                               | 12 октября 1991                  | Испания                          | 2:1                              | 1                                | Отборочный матч ЧЕ—1992          |                                  |
| 19                               | 20 ноября 1991                   | Исландия                         | 3:1                              | 1                                | Отборочный матч ЧЕ—1992          |                                  |
| 20                               | 25 марта 1992                    | Бельгия                          | 3:3                              | 3                                | Товарищеский матч                |                                  |
| 21                               | 27 мая 1992                      | Швейцария                        | 1:2                              | 2                                | Товарищеский матч                |                                  |
| 22                               | 5 июня 1992                      | Нидерланды                       | 1:1                              | 1                                | Товарищеский матч                |                                  |
| 23                               | 10 июня 1992                     | Швеция                           | 1:1                              | 1                                | ЧЕ—1992                          |                                  |
| 24                               | 14 июня 1992                     | Англия                           | 0:0                              | 0                                | ЧЕ—1992                          |                                  |
| 25                               | 17 июня 1992                     | Дания                            | 1:2                              | 2                                | ЧЕ—1992                          |                                  |
| 26                               | 26 августа 1992                  | Бразилия                         | 0:2                              | 2                                | Товарищеский матч                |                                  |
| 27                               | 9 сентября 1992                  | Болгария                         | 0:2                              | 2                                | Отборочный матч ЧМ—1994          |                                  |
| 28                               | 14 октября 1992                  | Австрия                          | 2:0                              | 0                                | Отборочный матч ЧМ—1994          |                                  |
| 29                               | 14 ноября 1992                   | Финляндия                        | 2:1                              | 1                                | Отборочный матч ЧМ—1994          |                                  |
| 30                               | 28 июля 1993                     | Россия                           | 3:1                              | 1                                | Товарищеский матч                |                                  |
| 31                               | 29 мая 1996                      | Финляндия                        | 2:0                              | 0                                | Товарищеский матч                |                                  |

Итого: 31 матч / 28 пропущенных голов; 18 побед, 8 ничьих, 5 поражений.